# Яреш
Яреш (рум. Iarăș) — село у повіті Ковасна в Румунії. Входить до складу комуни Хегіг.
Село розташоване на відстані 163 км на північ від Бухареста, 14 км на захід від Сфинту-Георге, 23 км на північ від Брашова.

## Населення
За даними перепису населення 2002 року у селі проживали 503 особи.
Національний склад населення села:
| Національність | Кількість осіб | Відсоток |
| -------------- | -------------- | -------- |
| румуни         | 313            | 62,2%    |
| цигани         | 181            | 36,0%    |
| угорці         | 8              | 1,6%     |

Рідною мовою назвали:
| Мова      | Кількість осіб | Відсоток |
| --------- | -------------- | -------- |
| румунська | 495            | 98,4%    |
| угорська  | 7              | 1,4%     |